# Una parte di me
Albums de Amaury Vassili
Canterò
(2010) Amaury Vassili chante Mike Brant
(2014)
Una parte di me est le troisième album d'Amaury Vassili, sorti le 22 octobre 2012 sous le label Warner Music France.

## Liste des titres
1. Pensiero mio
2. I silenzi tra noi (en duo avec Sofia Essaïdi)
3. Con te
4. Credimi
5. Una parte di me
6. Siamo il futuro noi (avec la chorale des petits écoliers chantants de Bondy)
7. La guerra
8. Amici noi (avec la chorale des petits écoliers chantants de Bondy)
9. Il lago dei cigni (en duo avec Dominique Magloire)
10. Sogno d'autunno
11. Insieme a lei
12. Chiaro di luna
13. Tous ensemble pour demain (avec la chorale des petits écoliers chantants de Bondy)

## L'album
Una parte di me est un album constitué d'adaptations de thèmes classiques. Les textes de ces adaptations ont été coécrits par Amaury Vassili, Daniel Moyne et Davide Esposito. Les arrangements ont été réalisés par Quentin Bachelet.
Ainsi, le titre éponyme de l'album, Una parte di me, est un texte posé sur la célèbre Symphonie n°40 de W.A. Mozart.

## Certification
À ce jour, l'album Una parte di me a été certifié disque d'or en France soit 50 000 exemplaires vendus.